# Spirit They’re Gone, Spirit They’ve Vanished
Spirit They’re Gone, Spirit They’ve Vanished – pierwszy album nagrany przez pochodzącą z Baltimore grupę Animal Collective, wydany w sierpniu 2000 przez Avey Tare'a i Panda Bear. Został on wydany przez własną wytwórnię grupy, Animal (znaną teraz jako Paw Tracks) w bardzo małej ilości kopii. Powtórne wydanie albumu, razem z Danse Manatee, nastąpiło w 2003 roku dzięki wytwórni FatCat Records. Obecnie dostępny jest w limitowanej winylowej wersji, także wydanej przez FatCat Records.

## Powstawanie
Wszystkie piosenki zostały napisane przez Avey Tare'a (Davida Portnera) w przeciągu od 1997 do 1999 z wyjątkiem "Penny Dreadfuls", który został napisany kiedy Tare miał szesnaście lat. Portner i Panda Bear (Noah Lennox) nagrali gitarę akustyczną oraz perkusję na półcalowego, ośmiościeżkowego Tascam 48 w pokoju Portnera w Maryland podczas lata 1999. Sekcja pianina wraz z dogrywkami zostały nagrane w salonie rodziców Portnera. David chciał, aby gitary "dzwoniły, by wytworzyć to uczucie trzepotania".
Stary syntezator Roland SH-2, który został znaleziony przez brata Briana, służył do nagrywania sekcji basów. Perkusja była uderzana za pomocą pędzli, aby naśladować albumy "Ocean Rain" i "Forever Changes". Avey Tare pokazywał jaki chce uzyskać rytm za pomocą beatboxingu. Inne dźwięki, takie jak większość "Spirit They've Vanished", zostały stworzone przez użycie sprzężeń zwrotnych.

## Okładka
Pomysł oryginalnej okładki został wymyślony przez Aveya, który pomyślał, że będzie dobrze pasować. Album miał być firmowany jedynie imieniem Aveya Tare'a, jednak był pod tak silnym wrażeniem gry na perkusji Pandy Beara, że dodał także jego imię. Ta metoda wybierania przydomków dla nagrań zespołu przetrwała aż do wydania w 2003 albumu "Campfire Songs".
Wydanie oryginalne zawierało dołączoną notatkę:

Nie tak dawno temu, pewien młody chłopiec imieniem Avey i jego przyjaciel Panda Bear włóczyli się po wzorach, które pokrywają ziemię (niektórzy nazywają je lasem). Doglądał ich Pan a wychowywani byli przez wróżki i Anioły światła, które grały głęboko w Lesie. 'Stwórzmy muzykę dzieciństwa,' wykrzyczał Avey pewnego dnia, kiedy obaj się bawili. Panda Pomyślał, że to dobry pomysł. 'Mogę uderzać swoimi magicznymi pałeczkami a ty możesz zagrać na swojej Słonecznej harfie,' powiedział. Tak więc ci dwaj zaczęli tworzyć melodie a Panda sprowadzał zewsząd rytny, kiedy Avey śpiewał. Wszystkie te piosenki o drewnianych zabawkach i niewidzialnych przyjaciołach są wypełnione światłem lasu. To pierwszy zbiór piosenek które grali.

## Lista utworów
| Nr  | Tytuł utworu                                   | Długość |
| --- | ---------------------------------------------- | ------- |
| 1.  | „Spirit They've Vanished”                      | 5:35    |
| 2.  | „April and the Phantom”                        | 5:53    |
| 3.  | „Untitled”                                     | 2:59    |
| 4.  | „Penny Dreadfuls”                              | 7:59    |
| 5.  | „Chocolate Girl”                               | 8:28    |
| 6.  | „Everyone Whistling”                           | 1:00    |
| 7.  | „La Rapet”                                     | 7:52    |
| 8.  | „Bat You'll Fly”                               | 5:03    |
| 9.  | „Someday I'll Grow to Be as Tall as the Giant” | 3:10    |
| 10. | „Alvin Row”                                    | 12:39   |
|     |                                                | 1:00:38 |

Lista utworów jest powodem pewnego zamieszania. W oryginalnym, limitowanym wydaniu, utwór 3 nie był listowany razem z innymi utworami. Z powodu tego przeoczenia, uważano, że utwory 4-10 były utworami 3-9 a "Alvin Row" nie posiada tytułu. Błąd ten pojawia się w niemal każdej recenzji Spirit od momentu jego wydania aż do 2003, kiedy wytwórnia FatCat wydała wersję poprawioną, z pustym miejscem w punkcie 3.

## Twórcy
- Avey Tare – gitara akustyczna, fortepian, śpiew, syntezatory, taśmy
- Panda Bear - "doskonała perkusja"